# Legitimiteit (politiek)
Legitimiteit is het ingebeelde recht op gezag bij besluiten die de gemeenschap aangaan. Het gezag kan een persoon of een regeringscollege zijn. Om als legitiem te worden beschouwd, moet een gezag en de besluiten voldoende redelijkheid en billijkheid bevatten en aansluiten bij de waarden, normen en moraal van de betrokken gemeenschap. Legitimiteit kan onderscheiden worden van rechtmatigheid of legaliteit: niet ieder formeel, legaal besluit van overheidswege wordt door de bevolking als legitiem beschouwd, en andersom is ook mogelijk; vergelijk het onderscheid tussen (informeel) natuurrecht en (formeel) objectief recht.:75
Usurpatie of illegale machtstoe-eigening treedt op als de macht onrechtmatig is verkregen (tyrannus in títula) of als deze verkeerd gebruikt wordt (tyrannus in regímine). In beide gevallen wordt opstand wel gerechtvaardigd. Bij uitbreiding kan het begrip legitimiteit toegepast worden op iedere vorm van, al dan niet gerechtvaardigd, bestuur binnen een willekeurige vereniging of organisatie. Bij verdere uitbreiding wordt legitiem, bijvoorbeeld in maatschappelijk verband, gebruikt als synoniem voor moreel gerechtvaardigd.

## Weber
De socioloog Max Weber onderscheidt drie vormen van gelegitimeerd gezag:
- charismatisch gezag, gebaseerd op de persoonlijke kwaliteiten van de leider
- traditioneel gezag, gebaseerd op gewoontes en gebruiken
- rationeel-legaal gezag, waarbij de macht wordt gelegitimeerd door regels die voor iedereen, zonder onderscheid des persoons, gelden: het principe van de democratische rechtsstaat.

In de politieke werkelijkheid komen deze drie legitimerende ideaaltypes gemengd voor. Zo is er bij verkiezingen in een rationeel-legaal democratisch bestel vaak sprake van een sterke nadruk op het wel of niet aanwezige charisma van een lijstaanvoerder van een politieke partij. Daarnaast is de moderne constitutionele monarchie, als deel van een democratische rechtsstaat, een overblijfsel van traditioneel gezag. Met name de erfopvolging is een proces dat zich in principe aan democratische controle onttrekt.

## Aanspraken
Aangezien aanspraken op legitimiteit afhankelijk zijn van wat de gemeenschap als redelijk beschouwt, wordt gepoogd deze aanspraken daarbij zoveel mogelijk te laten aansluiten, niet zelden met behulp van drogredenen en retoriek. Aanspraken kunnen dan ook zijn gebaseerd op:
- de kwaliteiten van leiderschap en beheer. Dit beroep op autoriteit kan een verlicht despotisme tot gevolg hebben
- exceptionalisme, waarbij de eigen etniciteit, religie, sociale klasse, ideologie of geslacht als buitengewoon worden afgeschilderd
- een beroep op het verleden, aansluitend bij het traditioneel gezag van Weber. In internationaal recht kan een volk aanspraak maken zich ergens als eerste te hebben gevestigd
- de volkswil, wel als basis voor een sociaal contract
- slachtofferschap impliceert een recht op genoegdoening en wordt dan ook wel aangewend bij internationale conflicten

## Restauratie
Legitimiteit was een sleutelbegrip tijdens de restauratie, het herstel van de voor-revolutionaire politieke verhoudingen in Europa in 1814. De Fransman Talleyrand bepleitte op het Congres van Wenen een vorm van pragmatische legitimiteit, na de val van Napoleon. Deze legitimiteit moest zijn gebaseerd op wederzijdse erkenning en op bindende, internationale afspraken tussen de Europese staten en zo de pijler vormen onder een duurzame, Europese vrede.